# تاریخ اندیشه سیاسی جدید در اروپا
تاریخ اندیشهٔ سیاسی جدید در اروپا کتابی از سیّد جواد طباطبایی است که فقط دو دفترِ یکُم و سوّم از جلدِ نخستش، با نام‌های جدال قدیم و جدید در الهیات و سیاسات و نظام‌های نوآیین در اندیشه سیاسی، به انتشار رسیده است.
این مجموعه قرار بود تاریخ اندیشهٔ سیاسی جدید در اروپا را از نوزایش تا روزگارِ نویسنده در بر گیرد. طباطبایی این مجموعه را هم‌چون مقدمه‌ای بر مجموعهٔ تأملی دربارهٔ ایران می‌دانست که در جریان پژوهش و نوشتن تفصیل پیدا کرد و به ناچار به عنوان کتاب‌هایی مستقل درآمد. پروژهٔ اصلی طباطبایی با نام تأملی بر ایران، دربارهٔ علل انحطاط ایران است؛ اینکه چرا اروپا پیشرفت کرد و مدرن شد اما ایران عقب ماند و به انحطاط رفت.

## مجلداتِ پیشبینی‌شده

### تاریخ اندیشهٔ سیاسی جدید در اروپا

#### جلد نخست:از نوزایش تاانقلاب فرانسه ۱۵۰۰-۱۷۸۹
- دفتر نخست: جدال قدیم و جدید در الهیات و سیاسات، ۱۳۸۲، ویراست دوم، ۶۰۰ص[۲]
  - کتاب «مفهوم ولایت مطلقه در اندیشهٔ سیاسی سده‌های میانه»(۱۳۸۰، نشر نگاه معاصر، ۱۴۰ص) که در آغاز به عنوان اثری مستقل منتشر شده بود، در چاپ‌های بعدی در لابلای دفتر نخست گنجانده شد.
- دفتر دوم(منتشر نشده): نظریهٔ جمهوریت در فلورانس
- دفتر سوم: نظام‌های نوآئین در اندیشهٔ سیاسی، ۱۳۹۳، ۶۰۵ص[۳]

#### جلد دوم(منتشر نشده): ۱۷۸۹-۱۹۱۴
- دفتر نخست(منتشر نشده): فلسفهٔ انقلاب فرانسه از کانت تا مارکس
- دفتر دوم(منتشر نشده): فلسفهٔ سیاسی ایده‌آلیسم آلمانی از کانت تا هگل
- دفتر سوم: ؟(منتشر نشده)